# Violet Pinckney

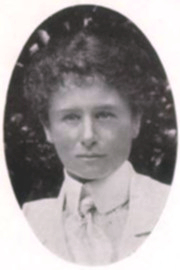
Pinckney, vor 1910

Violet Millicent Pinckney (* 11. März 1871 in Alderbury, Grafschaft Wiltshire, Vereinigtes Königreich; † 13. März 1955 in New Forest, Grafschaft Hampshire) war eine englische Tennisspielerin.

## Karriere
Pinckney wurde 1871 als Tochter des Majors William Pinckney und seiner Frau Frances Charlotte Everett geboren. Sie war eines von sechs Kindern, von denen zwei weitere ebenfalls Tennis spielten, wenn auch mit keinem vergleichbaren Erfolg.
Erstmals spielte Pinckney in den 1890er Jahren Tennis, machte aber eine Weile bis 1902 Pause, das Jahr, in dem sie das erste von 10 Malen in Wimbledon an den Start ging. 1903 gewann sie die Deutschen Meisterschaften. In Wimbledon war ihr bestes Resultat das Viertelfinale, das sie 1906, 1908 sowie 1920 erreichen konnte – Das letzte Mal im Alter von 49 Jahren. Im Doppel konnte sie 1914 das Halbfinale mit Marguerite Broquedis erreichen. 1908 nahm sie an den Olympischen Sommerspielen 1908 in London teil, schied dort jedoch beim Hallenwettbewerb im ersten Spiel gegen die spätere Goldmedaillengewinnerin Gwendoline Eastlake-Smith aus. 1907 und 1908 konnte sie zudem die London Championships gewinnen, in dessen Verlauf sie unter anderem Dorothea Douglass besiegte, die erfolgreichste britische Spielerin der Zeit. Das letzte Turnier spielte sie mit 59 Jahren 1930 bei den New Hampshire Championship.

## Erfolge

### Einzel
| Nr. | Jahr | Turnier                  | Belag | Finalgegnerin | Endergebnis |
| --- | ---- | ------------------------ | ----- | ------------- | ----------- |
| 1.  | 1903 | Deutsche Meisterschaften | Sand  | Hilda Meyer   | 6:2, 6:1    |